# Charles Filiger
Charles Filiger (n. 28 noiembrie 1863, Thann, région Alsace⁠(d), Franța – d. 11 ianuarie 1928, Plougastel-Daoulas, Brest Métropole⁠(d), Franța) a fost un pictor simbolist francez. A fost unul dintre artiștii care s-au asociat cu Gauguin la Pont-Aven din Bretania.

## Biografie
Fiul unui producător de tapet din Mulhouse, Filiger a studiat mai întâi artele decorative înainte de a se specializa în pictură la Académie Colarossi⁠(d) din Paris. A expus la Salon des Indépendants⁠(d) în 1889 și 1890. A ajuns la Pont-Aven în 1888 și a continuat la Le Pouldu, rămânând la Buvette de la Plage, unde Gauguin a fost și el oaspete. Alți artiști care s-au alăturat coloniei la sfârșitul anilor 1880 și începutul anilor 1890 au fost Paul Sérusier, Charles Laval, Meijer de Haan, Armand Séguin, Henry Moret și Émile Jourdan. Din 1890, a primit o plată lunară de 100 de franci de la patronul artiștilor, contele Antoine de La Rochefoucauld, care a putut astfel să selecteze cele mai bune lucrări ale lui Filiger pentru el însuși, în timp ce restul au fost expuse la Le Barc de Boutteville⁠(d), Le Salon de la Rose + Croix.⁠(d) și alte galerii din Paris.
După plecarea lui Gauguin în 1895, ceilalți artiști s-au dispersat curând. Filiger s-a mutat frecvent în zonă. După ce La Rochefoucauld a încetat să plăteascî alocația lunară, a trăit în sărăcie în Kersulé, un cătun de lângă Pouldu. A devenit alcoolic și s-a drogat cu eter. După o perioadă de spitalizare în 1905, a petrecut patru ani într-un mic han din Gouarec . Rupând legăturile cu prietenii și familia, din 1911 a locuit în Arzano. În 1914, sora lui i-a plătit cazarea la un hotel din Tregunc. Când proprietarii s-au mutat la Plougastel în anul următor, el s-a mutat cu ei pentru tot restul vieții. A murit alcoolic în ianuarie 1928, după ce a fost spitalizat la Brest.

## Artă
André Breton, care a cumpărat câteva dintre lucrările lui Filiger, l-a considerat pe acesta un suprarealist, dar nu strict în cadrul școlii din Pont-Aven. Nici Émile Bernard⁠(d) nu l-a văzut ca pe un discipol al lui Gauguin, caracterizându-l drept un amestec de forme de artă populară bizantină și bretonă. La Pont-Aven a rămas un mistic și un pustnic. Zona i-a oferit un teren fertil pentru imaginile sale mistice. Într-adevăr, abordarea sa geometrică și fețele inexpresive din subiecte precum Fecioara și copilul (1892) arată interesul său pentru pictura italiană timpurie și tradiția italiană. Peisajele sale, de exemplu Breton Shore, reflectă calitatea abstractă și simplitatea lui Gauguin. Jan Verkade, care l-a cunoscut în Le Pouldu, a comentat: „A produs foarte puțin, dar am văzut câteva guașe foarte frumoase ale sale; sunt în principal picturi religioase, care amintesc de lucrările bizantine și de cele italiene primitive, dar destul de personale și destul de moderne”.

## Lucrări (selecție)
- Plage au Pouldu (c. 1890), colecție privată
- Tête d'homme au béret bleu (1892), Musée de Pont-Aven
- Le génie à la guirlande (1892), Musée des Beaux-Arts din Quimper
- Paysage du Pouldu (c. 1892), Musée des Beaux-Arts de Quimper
- Christ au jeune Breton (1895), colecție privată
- La chapelle au Christ couronné d'épines (c. 1903-1905), Musée du Louvre
- Sainte Pleureuse et ange musicien (recto-verso) (1890 și 1892), Musée d'art contemporain, Strasbourg.

## Galerie

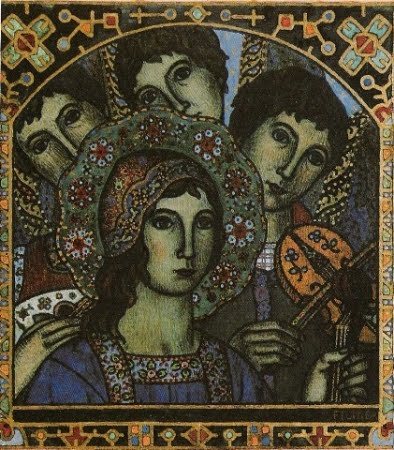
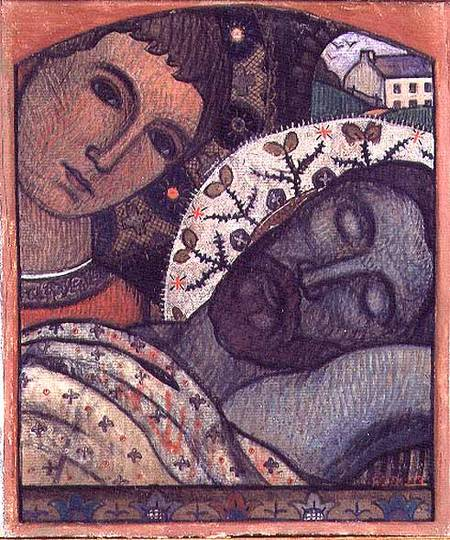
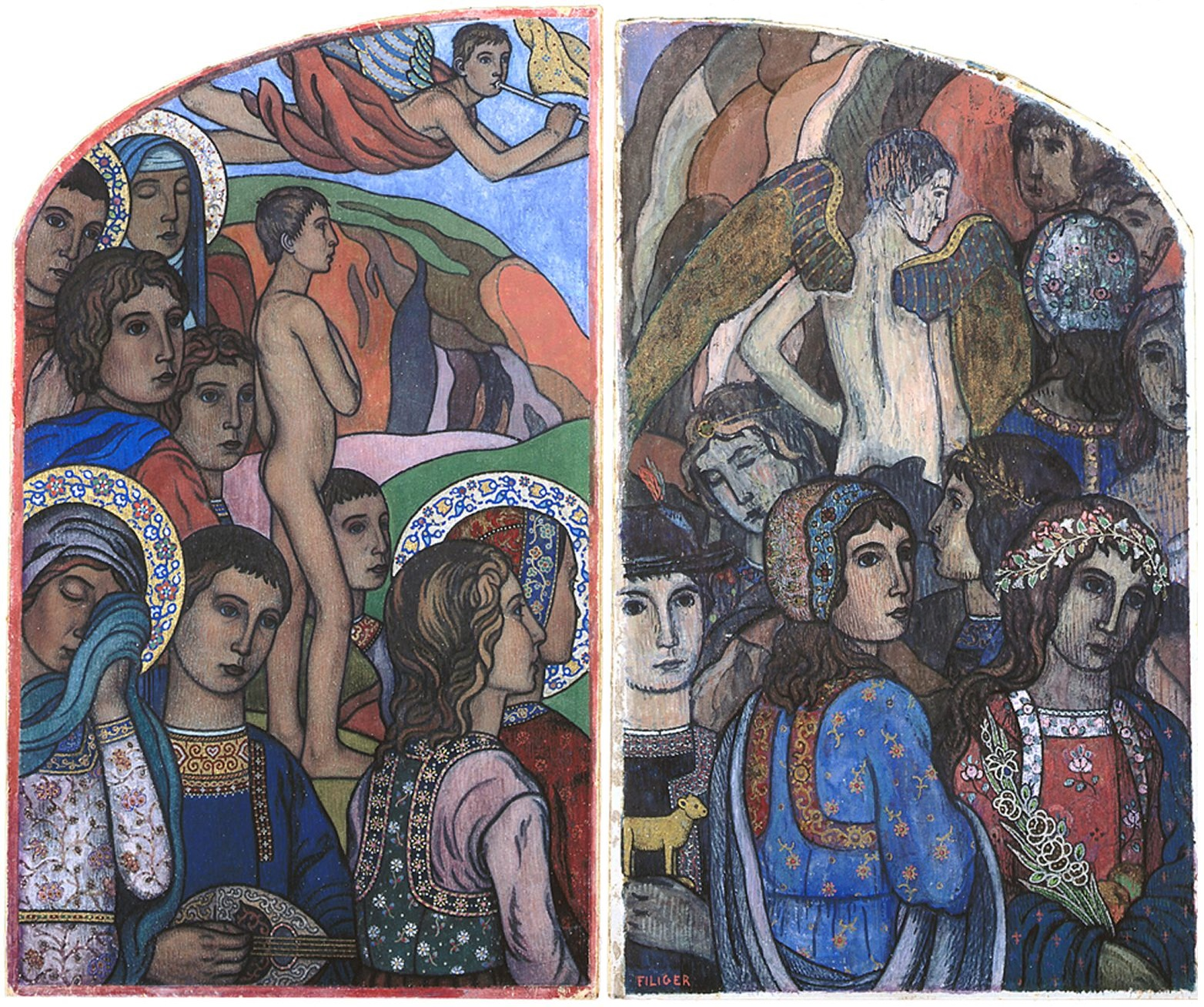